# セルゲイ・プロコフィエフ
セルゲイ・セルゲーエヴィチ・プロコフィエフ（ロシア語: Серге́й Серге́евич Проко́фьев；ラテン文字転写の例：Sergei Sergeyevich Prokofiev、1891年4月27日 - 1953年3月5日）は、ロシアの作曲家、ピアニスト、指揮者。数多くの形式の音楽に傑作を残したことで知られており、20世紀の大作曲家のひとりであると認知されている。確立された型や様式の中で作曲をおこない、作品にはオペラ『三つのオレンジへの恋』の行進曲、交響組曲『キージェ中尉』、バレエ音楽『ロメオとジュリエット』、音楽物語『ピーターと狼』といったような広く聴かれる楽曲がある。習作を除くと7作のオペラ、7作の交響曲、8作のバレエ音楽、5作のピアノ協奏曲、2作のヴァイオリン協奏曲、2作のチェロ協奏曲、そして9作のピアノソナタがある。

## 概要
帝政期のロシア（現ドネツィク州、ウクライナ東部）で生を受け、13歳で帝政ロシアの首都サンクトペテルブルクのサンクトペテルブルク音楽院で作曲・ピアノを学ぶ。
1917年のロシア革命以後は、ソビエト連邦の教育大臣であったアナトリー・ルナチャルスキーの公認を得てロシアを後にし、以後コスモポリタンとしてアメリカ合衆国、ドイツ、パリと居住地を移しながら作曲家、ピアニスト、指揮者として生計を立てた。この頃にスペイン出身の歌手であったカロリナ・コディナと結婚、2人の息子を儲けた。
1930年代の世界恐慌により欧米でバレエやオペラの上演機会が減少すると、1936年にスターリニズム、大粛清の吹き荒れる祖国（ソビエト連邦）へ戻る。築いた自分の知名度はスターリンのイデオロギー的プレッシャーから逃れられると目論んでいたが、現実には難しく、ショスタコーヴィチと同様に「形式主義」であるとしてジダーノフ批判の対象となった。祖国では『キージェ中尉』、『ピーターと狼』、『ロメオとジュリエット』、『アレクサンドル・ネフスキー』などの作品が成功を収めた。奇しくもスターリンと同日の1953年3月5日（61歳没）にモスクワで亡くなる。

## 生涯

### 幼少期と最初の作曲

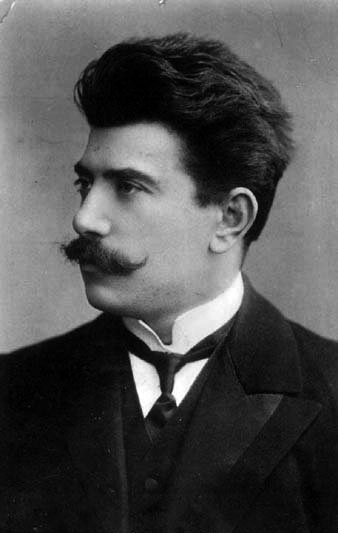
プロコフィエフに最初に作曲の指導をした作曲家のレインゴリト・グリエール

1891年にロシア帝国、エカテリノスラフ県バフムート郡のソンツォフカ（Сонцовка；ラテン文字転写の例：Sontsovka、現在のウクライナ、ドネツィク州、ソンツィフカ）に生を受けた。父のセルゲイ・アレクセイヴィチ・プロコフィエフ（1846年 - 1910年）は農業技術者で貴族の農場の管理人をしていた。母のマリヤ・グリゴリエヴナ・プロコフィエヴァ（旧姓ジトコヴァ、1855年 - 1924年）はかつてシェレメテフ家に支配されていた農奴の家系の出で、その領主の庇護により農奴の子らは若くから舞台と芸術について教えを受けていた。プロコフィエフに最初に作曲を教えたレインゴリト・グリエールが記すところでは、彼女は「美しく聡明な目をした長身の女性（中略）自身がいかにすれば温かく純真な雰囲気を作り出せるかを心得ていた。」1877年に結婚した後、一家はスモレンスク県にある小さな地所に移り住んだ。やがてセルゲイ・アレクセイヴィチは土壌技術者の職を得て、学生時代に一緒だったドミトリ・ソンツォフに雇われることになる。一家が引っ越したのはウクライナのステップの中にある彼の地所だったのである。
既に2人の娘を失っていたマリヤは、プロコフィエフが生まれるまで音楽に人生を捧げていた。まだ息子が幼い頃にはピアノのレッスンを受けるためにモスクワもしくはサンクトペテルブルクで2か月を過ごしていた。主としてショパンやベートーヴェンの作品を夕方に練習していた母のピアノの音色に触発されたセルゲイは、5歳で初めてのピアノ曲を作曲している。『インドのギャロップ』というこの作品は母が譜面に起こしたもので、幼いプロコフィエフが「黒鍵に取り組む気が起きなかった」という理由でヘ長リディア旋法で書かれている。7歳までにはチェスの指し方も覚えた。チェスへの情熱は燃え続け、チェスの世界王者であるホセ・ラウル・カパブランカと知り合いになり、1914年に行われた多面指しの模擬戦では勝利を収めている。ミハイル・ボトヴィニクとも面識があり、1930年代に幾度か対戦が行われた。9歳になると最初のオペラ『巨人』や、序曲、他の様々な小品を作曲していた。

### 正式な教育と議論を呼んだ初期作品
1902年、母がモスクワ音楽院の学長を務めていたセルゲイ・タネーエフに出会い、アレクサンドル・ゴリデンヴェイゼルの下でプロコフィエフへのピアノと作曲の指導を開始すべきであると助言を受けた。しかしこれは実現せず、タネーエフは代わりに1902年の夏に作曲家でピアニストのレインゴリト・グリエールをソンツォフカに向かわせてプロコフィエフを指導する手はずを整えた。最初の講義が最終段階に至ると、本人の強い希望により11歳の新米作曲家プロコフィエフは初めて交響曲の作曲に取り組んだ。翌年の夏にもグリエールはソンツォフカを訪ねて更なる指導を行っている。数十年が経過してグリエールとのレッスンについて記した際、プロコフィエフは師の思いやりのある教授法には当然の称賛を送りつつも、授けられたものが後になって頭から消し去らねばならなかった「四角四面の」フレーズ構造と因習的な転調だったことには不平を漏らしていた。それでもなお、必要であった理論という道具を備えたプロコフィエフは、不協和な和声や一般的でない拍子の実験を開始している。それを行うにあたっては彼が「小歌曲」と呼んだ短いピアノ曲を用い、これが彼独自の音楽形式の基礎を形成していった。

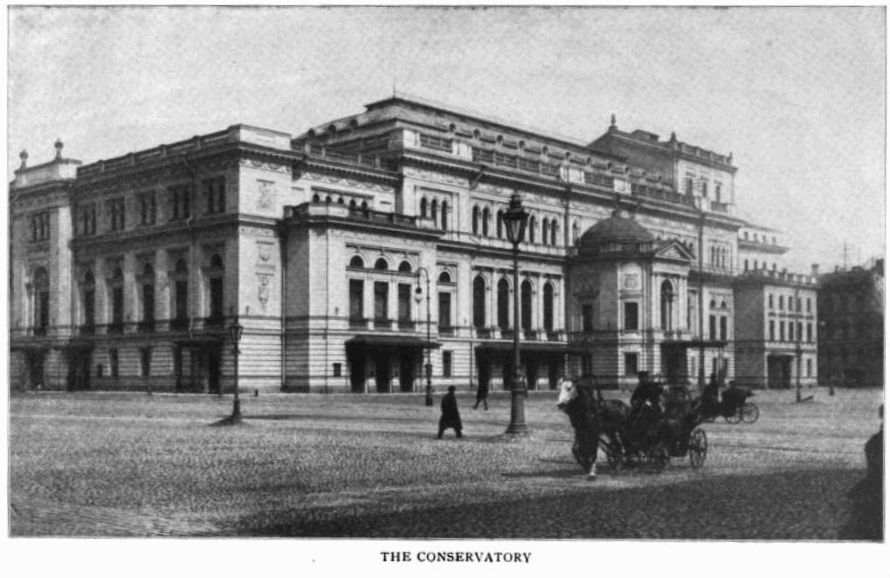
1910年頃のサンクトペテルブルク音楽院

息子の才能が開花していく一方で、プロコフィエフの両親はこれほど幼いうちから子どもを音楽の道に進ませてよいものか躊躇っており、モスクワの優良な高校へ通わせる可能性について考えていた。1904年までに母はモスクワではなくサンクトペテルブルクにすることを心に決めており、プロコフィエフと2人でこの当時の首都を訪ねて教育のために移り住めるのかを探った。2人はサンクトペテルブルク音楽院の教授だったアレクサンドル・グラズノフに紹介され、プロコフィエフに会ってその音楽を見てみたいと請われる。プロコフィエフはこの時さらに2つのオペラ『無人島で』と『ペスト流行期の酒宴』を完成させており、4作目の『水の精』に取り組んでいた。グラズノフはいたく感銘を受け、プロコフィエフの母へ息子に音楽院の入学試験を受けさせるよう強く勧めた。プロコフィエフは試験に合格、この年に入学を果たす。
クラスメイトの大半に比べて数年も年少のプロコフィエフは風変りで傲慢な人物と見られており、多数の同級生の間違いを記録につけて彼らを苛立たせた。この時期にはピアノをアレクサンドル・ウィンクラーに、和声と対位法をアナトーリ・リャードフに、指揮法をニコライ・チェレプニンに、管弦楽法をニコライ・リムスキー＝コルサコフに学ぶなどした。授業では作曲家のボリス・アサフィエフやニコライ・ミャスコフスキーと一緒になっており、後者とは比較的親密となり生涯にわたる親交を育んだ。
サンクトペテルブルクの楽壇の一員として、自らピアノを演奏して披露した自作曲により称賛を受ける傍ら、音楽の反逆者として名声を高めた。1909年には特筆すべきことのない成績で作曲のクラスを卒業している。音楽院に籍を置いたまま、アンナ・エシポワにピアノの指導を受け、チェレプニンの指揮のレッスンで研鑽を続けた。
1910年に父が他界して財政的支援が滞った。幸運にも音楽院の外部で作曲家、ピアニストとして名を馳せ始めており、サンクトペテルブルクの『現代音楽の夕べ』にも顔を出していた。その場においては冒険的な自作のピアノ作品を複数披露しており、そうした中に非常に半音階的で不協和な練習曲集 作品2（1909年）があった。この作品の演奏が『夕べ』の主催者らに強い感銘を与え、プロコフィエフは彼らの誘いでアルノルト・シェーンベルクの3つのピアノ小品 作品11のロシア初演を手掛けることになった。和声の実験はピアノのための『サルカズム（風刺）』 作品17（1912年）でも続いており、ここでは多調の使用が推し進められている。最初の2作のピアノ協奏曲が書かれたのはこの頃で、そのうちピアノ協奏曲第2番は1913年8月23日、パヴロフスクでの初演の際にスキャンダルを巻き起こした。ある人物は次のように絶叫して会場を後にしたと記述している。「こんな未来派の音楽なんかくそくらえだ! 屋根の上の猫ですらましな音楽を奏でるぞ!」一方でモダニストらは魅入られていた。
1911年にロシアの高名な音楽学者で音楽評論家のアレクサンドル・オッソフスキーから支援がもたらされる。彼が音楽出版社のユルゲンソンにプロコフィエフに協力的な手紙を送り、これによって彼のもとに連絡が届いたのである。プロコフィエフは1913年に初の国外旅行に出てパリとロンドンを巡り、その中ではじめてセルゲイ・ディアギレフのバレエ・リュスに出会うことになる。

### 初期バレエ
1914年、プロコフィエフは音楽院の課程を「ピアノ勝負」への参加で締めくくる。これはピアノの成績上位5名がシュレーダーのグランドピアノをかけて競う大会であった。プロコフィエフは自作のピアノ協奏曲第1番を演奏して優勝を手にした。
その後まもなく、ロンドンへ赴いたプロコフィエフは興行主のセルゲイ・ディアギレフに連絡を取った。ディアギレフはプロコフィエフにとって初めてとなるバレエ『アラとロリー』を委嘱する。しかし、1915年にプロコフィエフがイタリアにいたディアギレフに作品を持っていくと、「ロシア的でない」として拒絶されてしまう。「国家的な性格の音楽」を書くように強く促した彼は、次いでバレエ『道化師』を委嘱した。ディアギレフの指導に従い、プロコフィエフは民俗誌学者のアレクサンドル・アファナーシェフの民話集から題材を選定し、ストーリーはある道化師と度重なる信用詐欺にまつわるものとなった。これは以前にディアギレフがイーゴリ・ストラヴィンスキーにバレエになり得る題材として提案していたもので、プロコフィエフがこれをバレエのシナリオへと落とし込むにあたってはディアギレフと彼の振付師レオニード・マシーンが力を貸した。バレエの経験の少ないプロコフィエフは、ディアギレフの仔細にわたる批評に基づいて1920年代に作品に大幅な改訂を加えることになり、そうしてやっと初演にこぎつけたのであった。
1921年5月17日のバレエの初演は大きな成功を収め、観客からの賛辞に迎えられた。その中にはジャン・コクトー、ストラヴィンスキー、モーリス・ラヴェルらの姿もあった。ストラヴィンスキーは本作を「楽しく聴くことができるただひとつの現代音楽作品」と評し、ラヴェルは「天才の作品」と述べた。

### 第一次世界大戦と革命

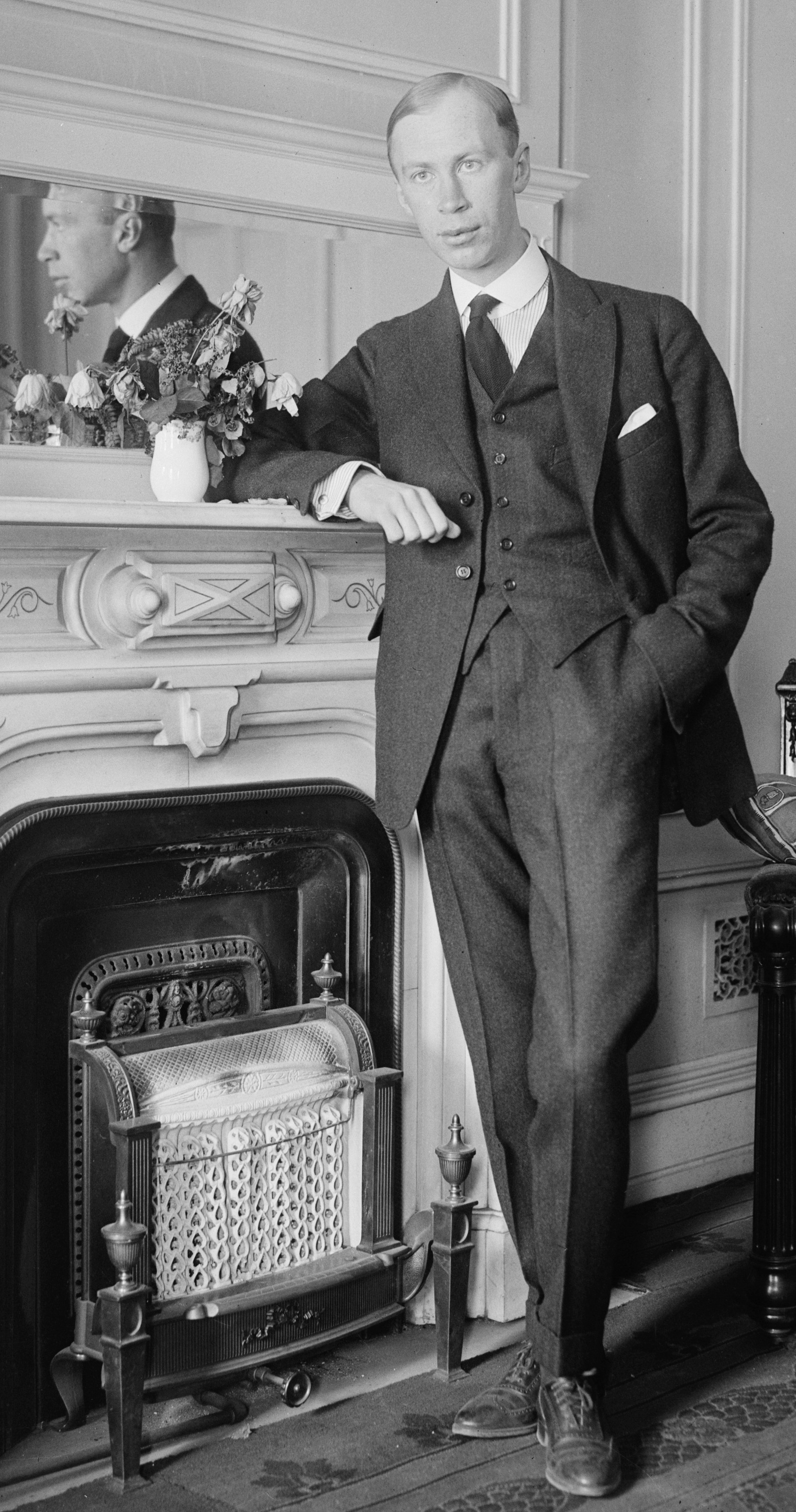
1918年頃のプロコフィエフ。

第一次世界大戦の最中、プロコフィエフは音楽院に復学してオルガンを学ぶことで徴兵を逃れた。フョードル・ドストエフスキーの小説『賭博者』を題材にオペラ『賭博者』を作曲したが、リハーサルは問題に悩まされ続け、1917年に予定されていた初演は2月革命の勃発により中止を余儀なくされてしまった。同年の夏には交響曲第1番『古典』が書き上げられた。副題はプロコフィエフ自身によって付けられており、作曲者曰くハイドンがもし同じ時代に生きていたとしたら用いたであろう様式の音楽となっている。この作品は様式的には多かれ少なかれ古典的であるが、当時の音楽の要素が多分に盛り込まれている。
交響曲第1番と時を同じくして生まれたのがヴァイオリン協奏曲第1番であった。1917年11月の初演が計画されていたが、どちらの作品も延期となり、それぞれ1918年4月21日、1923年10月18日まで待たねばならなくなった。プロコフィエフはコーカサス地方のキスロヴォツクにて、一時母と過ごしていた。
管弦楽と合唱のための「カルデアの祈祷」とされたカンタータ『彼らは7人』の総譜完成後、プロコフィエフは「何もすることがなく、宙に浮いた時間が重く自分の両手の上にある」状態に陥った。ロシアが「いま音楽を必要としていない」と考え、祖国の騒乱が過ぎ去るまでの間をアメリカ合衆国に運命をかけることを決断した。1918年3月にモスクワとペテルブルクへと向かい、財政面を整えてパスポートの手配を行った。5月には米国へと旅立つことになるが、教育人民委員であったアナトリー・ルナチャルスキーから公式に許可を得てのことだった。ルナチャルスキーはこう述べていた。「君は音楽の革命家、我々は人生の革命家だ。私たちは一緒になって働かねばならない。だが、君がアメリカに行くことを望むのなら、私は君の道に立ち塞がるような真似はすまい。」

### 日本滞在
1918年、『古典』交響曲の初演を果たした直後、プロコフィエフはアメリカへの亡命を決意した。5月7日、シベリア鉄道にてモスクワを発つ。31日、敦賀港に上陸し、6月1日に東京に到着した。冬シーズン中の南米行きの船便を探すが出航した直後で、次便ではシーズン終了後になることから、8月になるまで日本に滞在してから北米へ向かうことにする。11日までは東京、横浜周辺、12から18日には京都に滞在し、琵琶湖疏水や祇園などを散策した。13日に大阪を訪れた後、19から28日にかけて奈良に留まって奈良ホテルに宿泊、奈良公園周辺を散策している。この奈良滞在中に、ピアノ協奏曲第3番等の原型となった『白鍵四重奏曲』の構想が練られた。29日に東京に戻り、以後離日まで東京、横浜周辺に滞在するが、7月19-21日には軽井沢を、28日には箱根を訪れている。更に7月6日、7日に東京、9日には横浜で自作を含むピアノ・リサイタルを開催し、「日本人は不協和音に西洋人のような極度の違和感を抱かないと驚いた」という感想を残し、8月2日にアメリカへ向けて出国した。このプロコフィエフの日本滞在は西洋の大作曲家の最初の日本訪問ということができ、評論家の大田黒元雄や徳川頼貞などとの交流により、日本の音楽界に少なからず影響を与えたといわれる。

### 国外生活
エンジェル島の入国管理官の審査から解放されて、1918年8月11日にサンフランシスコに到着すると、プロコフィエフは間もなくセルゲイ・ラフマニノフら、著名なロシアからの亡命者と比較されるようになる。デビューを飾ったニューヨークでのソロ・コンサートはいくつかの契約に結び付いた。またシカゴオペラ協会の音楽監督であったクレオフォンテ・カンパニーニとの間に、新作オペラ『3つのオレンジへの恋』の上演を行うという契約を結んだ。しかしカンパニーニが病に倒れて他界し、初演は延期となる。この延期もオペラにまつわるプロコフィエフの不運のひとつであった。このオペラには多くの時間と労力が注がれていたため、この失敗は彼のソリストとしてのキャリアも犠牲にした。気づけばたちまち経済的困窮に陥り、1920年4月には失敗してロシアに戻りたくないと、パリへ向かって旅立っていた。

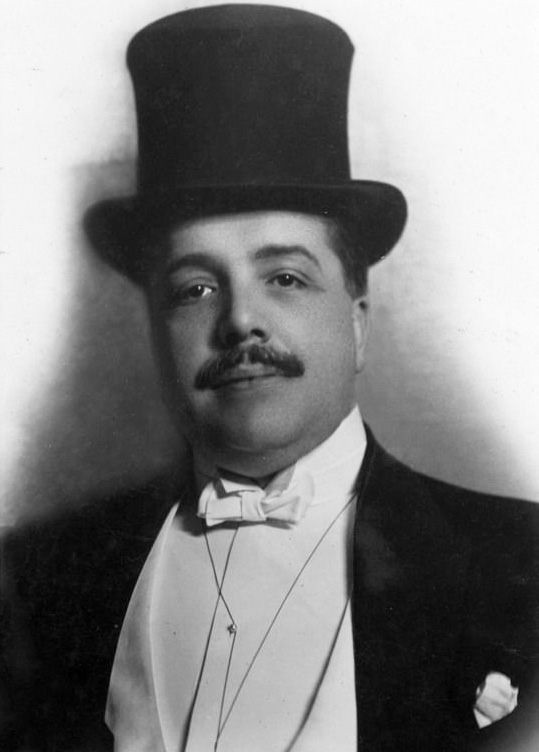
セルゲイ・ディアギレフ、1910年。

パリではディアギレフのバレエ・リュスとの間で契約を再確認した。また、ピアノ協奏曲第3番などの未完成のままになっていた旧作を完成させた。『3つのオレンジへの恋』は最終的に1921年12月30日にシカゴで作曲者自身の指揮により初演されることになった。ディアギレフはこのオペラに興味を示し、1922年6月にプロコフィエフにピアノ伴奏版を演奏するように依頼する。この時には2人とも『道化師』再演のためにパリにいたため、プロコフィエフは上演の可能性について考えられるようになった。しかし、オーディションの場にいたストラヴィンスキーは1幕より後を聴くのを拒否してしまった。「オペラを作曲して時間を浪費している」という彼の非難に対し、プロコフィエフはストラヴィンスキーは「自身が誤りに対する耐性がないのだから、芸術の常道を主張できる立場にない」とやり返した。プロコフィエフによればストラヴィンスキーは「怒り心頭に発し」て「殴り合いに発展しそうだった我々は辛くも離れることができた」という。その結果、「我々の関係は張りつめたものとなり、数年間にわたってストラヴィンスキーは私に批判的な態度を取った。」
1922年3月には母とともにバイエルンのアルプス山あいにある小村エッタルに移り住み、1年以上の期間を費やしワレリー・ブリューソフの同名の小説に基づくオペラ『炎の天使』に集中した。この頃になるとプロコフィエフの音楽はロシア国内にファンを獲得しており、帰国の誘いも受けるようになっていたが、彼はヨーロッパ残留を決意する。1923年にはスペイン人の歌手であるカロリナ・コディナ（1897年-1989年、Lina Lluberaとして活動）と結婚、その後パリへと戻った。
パリでは交響曲第2番などの複数の作品が演奏されたが反応は熱のこもらないもので、プロコフィエフは自分が「どうやらもはや大きな評判にはならない」と感じ取るようになる。それでもこの交響曲を耳にしたことでディアギレフはバレエ『鋼鉄の歩み』を委嘱することになったとみられる。ソ連の工業化を描写することを意図したモダニストのバレエ作品であった本作は、パリの聴衆と評論家から熱狂的に迎えられることとなった。
1924年頃、プロコフィエフはクリスチャン・サイエンスに招かれた。彼は健康と気性の荒さに役に立つと信じてその教えを実践するようになった。伝記作家のサイモン・モリソンによれば、その後生涯を通じて教えに忠実であり続けたという。
プロコフィエフとストラヴィンスキーは友好関係を回復する。しかし、プロコフィエフは当時の新作であった八重奏曲やピアノと管楽器のための協奏曲にみられるようにストラヴィンスキーが「バッハを様式化すること」を特に毛嫌いしていた。ストラヴィンスキーの側では、プロコフィエフを現代最高のロシアの作曲家であり、自分に続く者であると評していた。

### 初めてのソビエト訪問

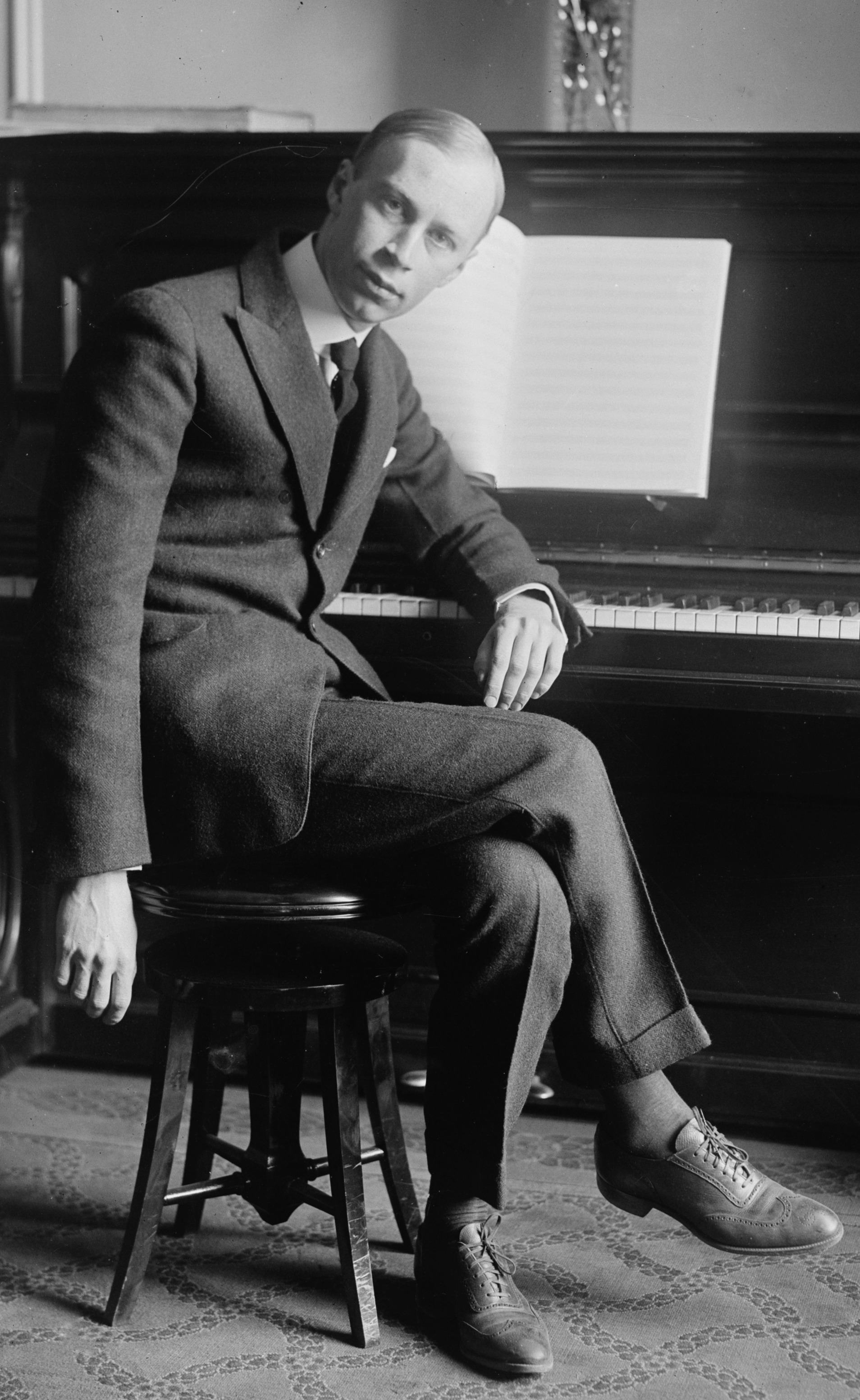
1918年頃のプロコフィエフ。

1927年には初となるソ連への演奏旅行を実施した。2か月を超える期間をモスクワとレニングラード（改称されたサンクトペテルブルク）で過ごし、キーロフ劇場（現在のマリインスキー劇場）では『3つのオレンジへの恋』の上演で大きな成功を収めた。1928年には上演されないままとなっていたオペラ『炎の天使』から広く題材を採る形で交響曲第3番を完成させた。指揮者のセルゲイ・クーセヴィツキーは第3番を「チャイコフスキーの6番以来の最も偉大な交響曲」と評した。
しかし、その間にクリスチャン・サイエンスの影響下にあったプロコフィエフは印象主義的様式、並びに『炎の天使』の素材に背を向けるようになっていた。彼は今や自身が「新しい単純性」と呼ぶものを好んでおり、1920年代の現代音楽の多くを占めた「工夫と複雑性」よりも強く心からこれを信じていた。1928年から1929年にかけて、ディアギレフのためとしては最後となるバレエ『放蕩息子』を作曲する。1929年5月21日にパリで行われた初演は、ジョージ・バランシンの振り付けでセルジュ・リファールがタイトル・ロールを踊った。聴衆と評論家は、最後に放蕩息子が父に迎え入れられるために膝をついて舞台中を引きずり歩く場面に衝撃を受けた。このシーンに付された音楽について、ディアギレフはプロコフィエフが「かつてないほど清澄、簡素、旋律的、そして柔和」であったことを認めている。このわずか数か月後にディアギレフはこの世を去った。
その夏にプロコフィエフは1925年に着手していたディヴェルティメント 作品43を完成させ、音楽院時代の作品であるシンフォニエッタ 作品5/48の改訂を終えた。同年10月に、休暇からパリに戻るために家族を乗せて運転する途中で事故に見舞われる。車は横転し、プロコフィエフは左手の筋肉の一部を痛めてしまった。これにより事故のすぐ後に行われた演奏旅行で訪れたモスクワでの公演は中止せざるを得なくなったものの、客席から自作曲の演奏を楽しむことができた。また、このことがかえって新しいソビエト音楽を数多く聴き、数年ぶりにロシアの音楽家たちとの交流をするきっかけとなって母国への帰郷に導く役割を果たした。ボリショイ劇場ではバレエ『鋼鉄の歩み』のオーディションに加わり、ロシア・プロレタリア音楽家同盟（RAPM）のメンバーから作品について尋問を受けた。彼が受けた質問は次のようなものである。描かれている工場は「労働者が奴隷である資本主義者の工場なのか、労働者が主人であるソビエトの工場なのか。もしこれがソビエトの工場であるなら、プロコフィエフはいつ、どこでこれを取材したのか。1918年から現在に至るまで海外暮らしを続けており、最初にこちらに赴いたのは1927年の2週間であろう?」プロコフィエフはこう回答した。「それは音楽ではなく政治にかかわることですので、お答えいたしません。」RAPMはこのバレエを「平板で低俗な反ソビエト的逸話、ファシズムに近接した革命に反する楽曲」と断罪した。ボリショイ劇場はこのバレエを拒絶するしかなかった。
左手が回復したプロコフィエフは、その頃のヨーロッパでの成功にも支えられて1930年代の初頭に米国ツアーを成功裏に終えた。この年に、パリ国立オペラで主席バレエダンサーとなっていたセルジュ・リファールの委嘱に応えて、初めてディアギレフとのかかわりがないバレエ『ドニエプルの岸辺で』 作品51の作曲に取り掛かった。1931年と1932年にはピアノ協奏曲第4番とピアノ協奏曲第5番を完成させている。次の年には交響的な歌 作品57が完成される。友人のミャスコフスキーは、ソ連の中でこの作品を聴くことになる人々のことを念頭に、プロコフィエフに次のように語っている。「（この楽曲は）我々にとってはいまひとつです（中略）ここにはモニュメンタリズムにより我々が意図するものが欠けています - それは貴方が自家薬籠中のものとするよく知られた単純性と広い輪郭ですが、一時的に注意深く避けているのです。」
1930年代初期までにはヨーロッパとアメリカは世界恐慌に苦しめられており、新作のオペラやバレエの上演は難しくなっていた。しかし、ピアニストとしてのプロコフィエフを聴きに来る聴衆の数は、少なくともヨーロッパでは減少を見せなかった。それでも、自らをなによりもまず作曲家であると考えていたプロコフィエフは、ピアニストとしての出番のために失われる作曲の時間の量に怒りを募らせていった。一時ホームシックに罹ったこともあり、ソ連との間に太い関係性を築き始めたのであった。
RAPMが1932年に解散すると、プロコフィエフは祖国とヨーロッパの間で音楽大使として活動するようになっていき、作品の初演と委嘱に関してはソ連からの賛助を得ることが多くなっていった。例えば、『キージェ中尉』はソ連の同名の映画のための音楽として委嘱された作品である。
他にも、レニングラードのキーロフ劇場からはバレエ『ロメオとジュリエット』の委嘱が入った。この作品はアドリアン・ピオトロフスキーとセルゲイ・ラドロフによって「ドラムバレエ」（drambalet、ドラマ化されたバレエ）という発想で創作されたシナリオに曲を付けたものだった。ラドロフが1934年にキーロフ劇場に辞表を叩きつけるという事件が起こり、モスクワのボリショイ劇場と新しい契約への署名が行われたが、これはピオトロフスキーが関係を維持するとの申し合わせの上でのことだった。しかし、シェイクスピアの原作とは異なってバレエに用意されたハッピー・エンドを巡ってソビエトの文化に関わる役人の間に論争が巻き起こり、芸術委員会の議長を務めていたプラトン・ケルジェンツェフの命によりボリショイ劇場のスタッフの見直しが行われる間、上演は無期限延期となってしまった。親友のミャスコフスキーは何通もの書簡の中でどれだけプロコフィエフにロシアにいて欲しいと思っているかを綴っている。

### ロシアへの帰国
4年にわたってモスクワとパリの間を行きつ戻りつした後の1936年、プロコフィエフはモスクワに居を構えることにした。同年には彼の全作品中でも指折りの知名度を誇る『ピーターと狼』が、ナターリャ・サーツの中央児童劇場のために作曲された。サーツはさらにプロコフィエフに2曲の子ども用歌曲「Sweet Song」と「Chatterbox」を書くよう説得し、これらに「The Little Pigs」を加えて最終的に『3つの子供の歌』 作品68として出版された。プロコフィエフはさらに巨大な『十月革命20周年記念のためのカンタータ』を作曲し、記念の年中の初演を目指した。しかし、これは芸術委員会を前にしたオーディションを要求したケルジェンツェフによって巧みに阻止されてしまう。「何をしているつもりかね、セルゲイ・セルゲーエヴィチ、人民ものもであるテクストを取り上げて、そこへこのような理解不能な音楽とつけるとは。」このカンタータが部分的な初演を迎えるのは1966年4月5日、作曲者の死からさらに13年の時間を待たねばならなかった。
新たな環境に内心不安を感じつつも順応を強いられたプロコフィエフは、公式に承認されたソビエトの詩を歌詞として用いてミサ曲（作品66、79、89）を作曲した。1938年、セルゲイ・エイゼンシュテインと歴史叙事詩による映画『アレクサンドル・ネフスキー』を共同制作し、プロコフィエフ作品でも有数の独創的かつ劇的な音楽を書き上げた。映画の方は非常に粗末な録音状態となったが、彼はこの劇判をメゾソプラノ、合唱と管弦楽のためのカンタータ『アレクサンドル・ネフスキー』へと改作、多くの演奏と録音に恵まれた。『アレクサンドル・ネフスキー』の成功に続き、初となるソビエトを題材にしたオペラ『セミョーン・カトコ』を書き上げる。これはフセヴォロド・メイエルホリドの演出による上演を目指したものだったが、メイエルホリドが1939年6月20日にスターリン秘密警察組織であった内務人民委員部に逮捕され、1940年2月2日に銃殺されたために初演は延期となった。メイエルホリドの死からわずか数か月後に、プロコフィエフは「招待」を受けてスターリンの60歳の誕生日を祝うカンタータ『スターリンへの祝詞』 作品85を作曲している。
1939年の暮れ、今日では「戦争ソナタ」として広く知られるピアノソナタ第6番、第7番、第8番が作曲された。初演はそれぞれ、第6番がプロコフィエフ自身によって1940年4月8日に、第7番がスヴャトスラフ・リヒテルによって1943年1月18日にモスクワで、第8番がエミール・ギレリスによって1944年12月30日にモスクワで行われた。その後はとりわけリヒテルがこれらの作品を擁護した。伝記作家のダニエル・ヤッフェ（Daniel Jaffé）はプロコフィエフが「無理をして至福のスターリンを喜ばしく喚起させる楽曲を作ったが、自分がその役割を演じていたのだということ」そして、後の3つのソナタでは「自らの真の心情を表現したのだと人々に信じてもらいかった」のであろうと論じている。その証拠として、ヤッフェはピアノソナタ第7番の中間楽章でロベルト・シューマンの『リーダークライス』から「悲しみ」（Wehmut）の主題が引用されていることを挙げている。その歌詞は次のような内容である。「私は時に嬉しいかのように歌い、人知れず涙を流すことで心を解き放っている。ナイチンゲールは（中略）牢の深みから脱することを切に願って歌をさえずる（中略）人々は喜び、その痛み、歌に込められた深い悲しみを知ることはない。」皮肉にも（彼の引喩に気づく者はなかったとみられ）、第7番のソナタはスターリン賞の第2席、第8番は第1席を獲得した。
その間、ようやく1940年1月11日になって『ロメオとジュリエット』がレオニード・ラヴロフスキーの振付けによってキーロフ・バレエで上演を迎えた。居合わせた者が皆驚いたことに、踊り手たちは楽曲のシンコペーションのリズムへの対処に苦労して公演をボイコットしかかっていたにもかかわらず、バレエはたちまち成功を収め、ソビエトの劇的バレエの頂点に君臨する偉業と看做されるようになったのであった。

### 戦時中
プロコフィエフはレフ・トルストイの叙事的小説『戦争と平和』を題材としたオペラの構想を温めており、1941年6月22日にバルバロッサ作戦におけるドイツ国のソ連への進行開始の報せでこの主題が一層時宜を得たものに思われるようになった。彼は2年をかけて自分自身の手による『戦争と平和』を書き上げた。戦禍を逃れるため他の多くの芸術家らとともにまずコーカサスへと疎開し、そこで弦楽四重奏曲第2番を作曲している。1939年に出会っていたリブレット作者のミーラ・メンデリソンとの関係が元で、この頃までにプロコフィエフと妻のリーナはついに別離に至っていた。喧嘩別れとなっていたにもかかわらず、プロコフィエフはリーナと息子たちにモスクワを出る避難民として一緒にいこうと説得したが、リーナは留まることを選択した。
戦時中は作曲家らに課せられた「社会主義リアリズム」の様式で書かねばならないという制約は弱まっており、プロコフィエフは概して自らのやり方で作曲を行うことができていた。ヴァイオリンソナタ第1番 作品80、交響組曲『1941年』 作品90、カンタータ『名もない少年のバラード』 作品93は全てこの時期に生まれている。1943年にはカザフスタン最大の都市であるアマル・アタでエイゼンシュテインと合流し、映画音楽『イワン雷帝』、そして彼の作品中でも指折りの旋律美で称賛を集めるバレエ『シンデレラ』の制作を行った。この年のはじめには『戦争と平和』からの抜粋をボリショイ劇場共同体の面々に演奏したが、ソビエト政府の意見によりこのオペラは何度も改訂されることとなった。1944年にはモスクワ郊外にある作曲家たちの居留地にて交響曲第5番 作品100が書き上げられた。1945年1月13日の初演では彼自身が指揮棒を握った。これは1944年12月30日のピアノソナタ第8番と、同じ日の『イワン雷帝』第1部の初演が大きな成功を収めてわずか2週間後のことだった。
『ピーターと狼』及び『古典』交響曲（ニコライ・アノーソフ指揮）と一緒にプログラムに並んだ第5交響曲の初演により、プロコフィエフはソビエト連邦の主導的作曲家として名声の頂点に達したかのように思われた。その後まもなく慢性高血圧により転倒し、以降脳震盪に苦しむようになる。この症状の完全な快復がおとずれることはなく、医師の助言により作曲活動に制約を課されることになってしまったのであった。

### 戦後
戦後の作品となる交響曲第6番やピアノソナタ第9番を作曲する時間を持つことができたプロコフィエフは、「ジダーノフ批判」に晒されることになる。1948年のはじめ、アンドレイ・ジダーノフの招集により開かれたソビエトの作曲家の会合に続き、政治局は作曲家らを非難する決議を行った。「形式主義」の罪の対象となったのはプロコフィエフ、ショスタコーヴィチ、ポポーフ、ミャスコフスキー、ハチャトゥリアンであり、「音楽を不快な音響へと変質しさせる」ような「混濁し、神経に触る」響きを選んだことによる「古典音楽の基本原理の放棄」であるとされた。プロコフィエフの作品では『1941年』、『戦争終結に寄せる頌歌』、祝典詩曲『30年』、『花咲け、偉大な国土よ』、『名もない少年のバラード』、ピアノ小品集『思想』、そしてピアノソナタ第6、第8番が演奏禁止となった。作品を禁止されるということの裏に認められる脅威により、検閲を逃れた楽曲すらももはや演奏されなくなっていた。1948年8月までにプロコフィエフは過酷な財政的困窮に陥り、個人で抱えた借金は18万ルーブルにのぼった。
1947年11月22日、プロコフィエフは疎遠となっていた妻に対する離婚手続きの開始を裁判所に申請する。5日後に出された裁判所の裁定は、婚姻はヴァイマル共和国で行われたものであるから法的根拠がなく、ソビエトの役所へとの届け出もなされていない、従って法的効力がなく無効であるというものだった。2人目の裁判官が評決を支持し、彼は1948年1月13日にパートナーのミラと結婚した。最初の妻であるリーナは、スペインにいる母に送金しようとしたとして逮捕されてスパイ容疑で告発された。9か月にわたる取り調べが行われ、ソ連最高裁により20年の重労働の判決が下った。8年後の1956年6月30日に釈放された彼女は、1974年にソビエトを後にしている。
文化に関わる要人を必死に懐柔しようと試みた『真の男の物語』を含む、プロコフィエフ後期のオペラの計画群は瞬く間にキーロフ劇場にキャンセルされてしまう。すげない拒絶と衰え行く健康が相まって、プロコフィエフは次第に表舞台から身を引いていった。様々な活動からの引退は愛してやまなかったチェスにまで及び、徐々に自分自身のための仕事に専念していった。1949年に生じた深刻な再発を受け、主治医らは彼に作曲する時間を1日1時間に制限するよう要請した。
1949年の春、22歳のムスティスラフ・ロストロポーヴィチのためにチェロソナタ ハ長調 作品119を作曲、1950年にロストロポーヴィチとリヒテルによって初演された。ロストロポーヴィチに向けてはチェロ協奏曲第1番に大幅に手を加えてチェロと管弦楽のための交響的協奏曲へと改作しており、今日ではチェロと管弦楽のための記念碑的作品となっている。プロコフィエフが最後に公開演奏に姿を現したのは1952年10月11日に行われた交響曲第7番の初演だった。これが完成させることが出来た最後の大作となる。この交響曲は青少年のラジオ局のために書かれたものだった。

### 最期

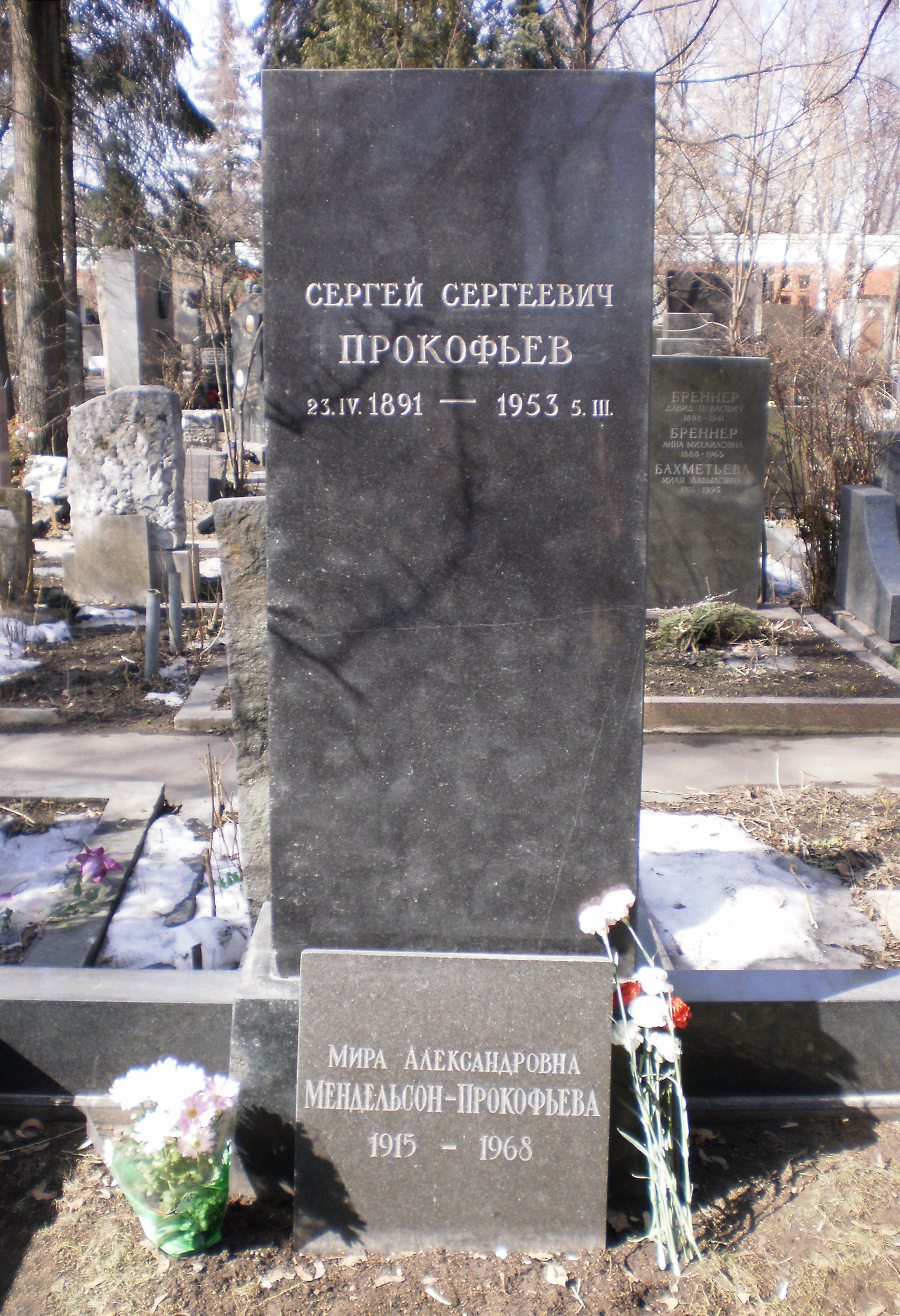
ノヴォデヴィチ墓地にあるプロコフィエフの墓。妻のミーラの墓石が下に見える。

プロコフィエフは1953年3月5日に61歳でこの世を去った。スターリン逝去と同年同月同日、その3時間前であった。プロコフィエフが住んでいたのは赤の広場近くであり、スターリンの死を悼む群衆が3日間にわたって詰めかけたためにソビエト連邦作曲家同盟本部でプロコフィエフの葬儀を行うことはできなかった。彼の自宅周辺では霊柩車の使用が認められなかったため、棺は人の手により裏道を抜けてスターリンの亡骸へ訪れる人々の群れとは反対の方向へ運んでいかねばならなかった。約30人が葬儀に出席し、ショスタコーヴィチも参列した。ショスタコーヴィチは顔を合わせた時には馬が合わなかったようであったが、その後の年月で関係性は友好的なものへと変わっており、プロコフィエフに次のように手紙を送っている。「私は貴方に少なくともあと百年は生きて創作してもらいたいと願っています。貴方の第7交響曲のような作品を聴くことで、生きることはもっと容易で、喜ばしいものとなるのです。」遺体はモスクワのノヴォデヴィチ墓地に埋葬された。
ソビエトの主要な音楽定期報ではプロコフィエフの死を116ページに小見出しとして掲載しており、そこまでの115ページはスターリンの死亡記事に割かれている。プロコフィエフの死因は脳内出血であるとされるのが一般的である。彼は最後の8年間を慢性疾患に悩まされていたのである。
妻のミーラ・メンデリソンは、2人で暮らした同じモスクワの自宅で晩年を過ごした。夫の書類を整理し、彼の音楽の普及に努め、自身の回顧録を記した。回顧録執筆はプロコフィエフによって強く勧められてのことだった。回顧録の仕事は彼女にとって困難なものとなり、未完成のまま生涯を終えることになった。メンデリソンは1968年にモスクワで心臓発作を起こして他界、夫に先立たれてから15年が経過していた。彼女の財布には1950年2月の日付と、プロコフィエフ、メンデリソン両名の署名が入ったメッセージが遺されていた。そこには「私たちは隣り合わせに葬られることを望む」という簡潔な指示が書かれていた。2人はノヴォデヴィチ墓地で一緒に眠りについている。
リーナ・プロコフィエフはプロコフィエフの死後も長く生き続け、1989年にロンドンで息を引き取った。元夫の音楽からもたらされる印税は多少の収入となっていた。彼女は『ピーターと狼』の語り手を引き受けたこともあり、ネーメ・ヤルヴィ指揮、ロイヤル・スコティッシュ管弦楽団演奏の録音がシャンドスから頒布されている。2人の間に生まれた息子のスヴャトスラフ（1924年-2010年）は建築家、オレグ（1928年-1998年）は画家、彫刻家、詩人となり、2人とも生涯の多くを父の人生と作品の普及のために費やした。

## 死後の名声

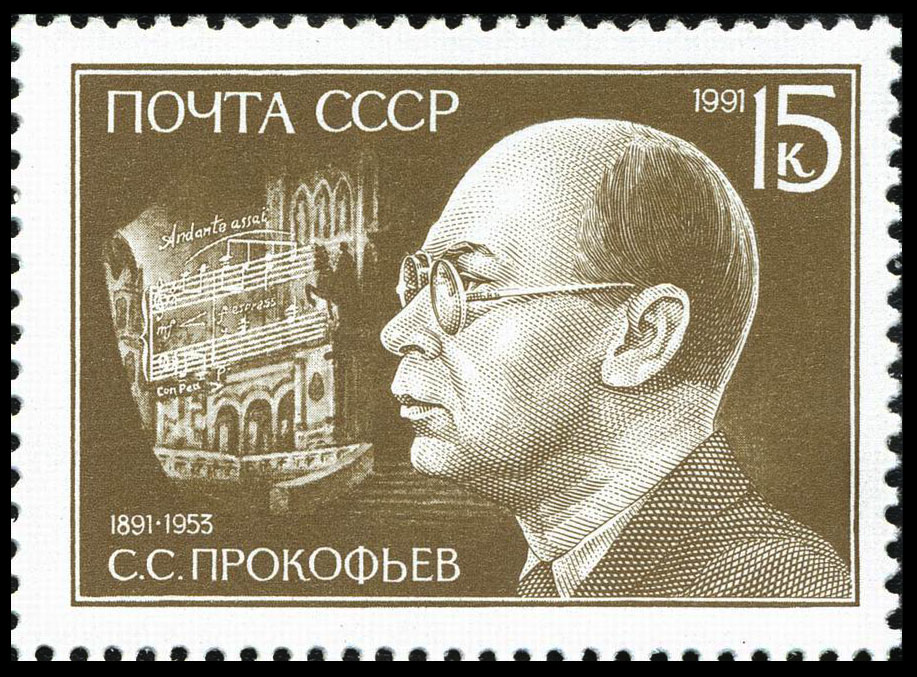
プロコフィエフ生誕100周年にあたる1991年に発行されたソ連の15コペイカ切手に描かれたプロコフィエフの肖像。

アルテュール・オネゲルはプロコフィエフが「我々にとって現代音楽最大の人物であり続けるだろう」と明言しており、アメリカの学者であるリチャード・タラスキンはプロコフィエフの「他にない全音階による旋律を書く才能は、20世紀の作曲家の中では事実上並ぶ者のない」ものであると認識している。一方、西側諸国におけるプロコフィエフの名声は一時期冷戦に伴う反発感情に苦しめられ、彼の音楽は、続く世代の音楽家により大きな影響を与えたとされるイーゴリ・ストラヴィンスキーやアルノルト・シェーンベルクが受けているような尊敬を、西側の学者や評論家から勝ち得るに至っていない。
今日では、プロコフィエフは20世紀の音楽の中でも最も人気のある作曲家であると言っても差し支えない。彼のオペラ、バレエ、室内楽曲、ピアノ曲は世界中の主要なコンサートホールで日頃より取り上げられており、管弦楽曲ひとつをとってもアメリカではリヒャルト・シュトラウスを除く過去100年のどの作曲家の作品より頻繁に演奏されているのである。
生まれ故郷のドネツク州では、ドネツク国際空港が「セルゲイ・プロコフィエフ国際空港」に改称し、ドネツク音楽・教育研究所が1988年に「ドネツク州立S.S.プロコフィエフ音楽アカデミー」に名称を変更してプロコフィエフを称えている。

## 作風
プロコフィエフは自身の作品を構成する要素として「古典的な要素」「近代的な要素」「トッカータ、もしくは "モーター" の要素」「叙情的な部分」「グロテスク」の5つを上げている。初期には急進的な作風を取る一方、長期の海外生活中の作品は次第に新古典主義的で晦渋なものとなったが、ソヴィエト連邦への帰国後は社会主義リアリズムの路線に沿った作風へ転換し、現代的感覚と豊かな叙情性を併せ持つ独自の境地へ到り、多くの傑作を生んだ。
快活なリズム感、斬新な管弦楽法は、ティシチェンコやシチェドリンなど後代のロシアの作曲家に影響を与えた。

## 録音
プロコフィエフは1932年6月に、自作のピアノ協奏曲第3番の世界初録音をピエロ・コッポラの指揮でロンドン交響楽団とHis Master's Voiceに遺している。また、一部ピアノ独奏曲の録音も1935年2月にパリのHMVで行っており、PearlとナクソスからCDが刊行されている。1938年にはモスクワ・フィルハーモニー管弦楽団を指揮してバレエ音楽『ロメオとジュリエット』第2組曲を録音し、LPとCDで販売された。この他のモスクワ・フィルハーモニー管弦楽団との録音としてはダヴィッド・オイストラフをソリストに迎えたヴァイオリン協奏曲第1番がエヴェレスト・レコードからLPで販売された。記載の情報とは異なり、指揮者はアレクサンドル・ガウクであった。プロコフィエフがオペラ『戦争と平和』から数曲を演奏し、その音楽について解説する短い映像フィルムが発見されている。

## 小説家として
プロコフィエフは海外にいた1918年ごろにいくつかの短編小説を書いている。2003年にロシアで刊行され彼の新たな才能が知られるようになった。作品の多くが当時のモダニズム文学の流れを汲むもので、「エッフェル塔が歩き出す」といった奇想天外な内容である。しかし彼の「作家活動」は3年程度で終わり音楽活動に専念することになる。
日本語訳版は2009年に群像社より刊行された。

## 受賞歴
- 6回のスターリン賞

1943年 第2席 - ピアノソナタ第7番
1946年 第1席 - 交響曲第5番とピアノソナタ第8番
1946年 第1席 - 映画音楽『イワン雷帝』第1部 （1944年）
1946年 第1席 - バレエ音楽『シンデレラ』 （1944年）
1947年 第1席 - ヴァイオリンソナタ第1番
1951年 第2席 - 合唱組曲『冬のかがり火』とオラトリオ『平和の守り』
- レーニン賞 1957年（死後の受賞） - 交響曲第7番
- ソビエト功労芸術家
- 労働赤旗勲章

## 主な作品
プロコフィエフはたびたび過去の自作を大幅に改訂し、それらに新しい作品番号を与えることがあった。また、バレエ作品などを組曲とすることもあり、それらにも新しい作品番号を与えている。
なお、交響曲第2番Op.40以降の管弦楽作品については、移調楽器を実音で記譜している。
交響曲
- 交響曲 ホ短調（1908年）
- 交響曲第1番 ニ長調 作品25『古典』（1917年）
- 交響曲第2番 ニ短調 作品40（第1版：1925年）、作品136（第2版：1953年に起案したが未完）
- 交響曲第3番 ハ短調 作品44（1928年）
- 交響曲第4番 ハ長調 作品47（第1版：1930年）、作品112（第2版：1947年）
- 交響曲第5番 変ロ長調 作品100（1944年）
- 交響曲第6番 変ホ短調 作品111（1947年）
- 交響曲第7番 嬰ハ短調 作品131（『青春』）（1952年 後に終結部に加筆）

オペラ
- 『マッダレーナ』 作品13（1911年）
- 『賭博師』 作品24（1916年）
- 『三つのオレンジへの恋』 作品33（1919年）
- 『炎の天使』 作品37（1927年）
- 『セミョーン・カトコ』 作品81（1939年）
- 『修道院での婚約』 作品86（1940年）
- 『戦争と平和』 作品91（第1版：1943年、第2版：1946年、第3版：1947年、第4版：1950年、第5版：1952年）
- 『真の男の物語』 作品117（1948年）
- 『遠い海』（1948年、未完）

バレエ音楽
- 『道化師』 作品21（1920年）
- 『鋼鉄の歩み』 作品41（1925年）
- 『放蕩息子』 作品46（1928年）
- 『ドニエプルの岸辺で』 作品51（1930年）
- 『ロメオとジュリエット』 作品64（1936年）
- 『シンデレラ』 作品87（1944年）
- 『石の花』 作品118（1949年）

劇付随音楽
- 『エジプトの夜』（1933年）
- 『ボリス・ゴドゥノフ』 作品70bis（1936年）
- 『エフゲニー・オネーギン』 作品71（1936年）
- 『ハムレット』 作品77（1938年）

映画音楽
- 『キージェ中尉』（1933年）
- 『スペードの女王』作品70（1936年）
- 『アレクサンドル・ネフスキー』（1938年）
- 『レールモントフ』（1941年）
- 『コトフスキー』（1942年）
- 『ウクライナ草原のパルチザンたち』（1942年）
- 『トーニャ』（1942年）
- 『イワン雷帝』（第1部、第2部) 作品116（1945年）

その他の管弦楽曲
- シンフォニエッタ イ長調 作品5（第1版：1909年、第2版：1914年）、作品48（第3版：1929年）
- 交響的物語『ピーターと狼』 作品67（1936年）
- 組曲『冬のかがり火』（朗読、児童合唱およびオーケストラのための） 作品122（1949年-1950年）

協奏曲
- ピアノ協奏曲第1番 変ニ長調 作品10（1912年）
- ピアノ協奏曲第2番 ト短調 作品16（1913年）
- ピアノ協奏曲第3番 ハ長調 作品26（1921年）
- ピアノ協奏曲第4番 変ロ長調（左手のための） 作品53（1931年）
- ピアノ協奏曲第5番 ト長調 作品55（1932年）
- ピアノ協奏曲第6番（2台のピアノと弦楽合奏のための） 作品133（1952年、未完）
- ヴァイオリン協奏曲第1番 ニ長調 作品19（1917年）
- ヴァイオリン協奏曲第2番 ト短調 作品63（1935年）
- チェロ協奏曲第1番 ホ短調 作品58（1938年）
- チェロと管弦楽のための交響的協奏曲 ホ短調 作品125（1951年）

室内楽曲
- 弦楽四重奏曲第1番 ロ短調 作品50（1930年）
- 弦楽四重奏曲第2番 ヘ長調（カバルダの主題による） 作品92（1941年）
- ヴァイオリンソナタ第1番 ヘ短調 作品80（1946年）
- ヴァイオリンソナタ第2番 ニ長調 作品94bis（1944年）
- 2つのヴァイオリンのためのソナタ ハ長調 作品56（1932年）
- 無伴奏ヴァイオリンソナタ ニ長調 作品115（1947年）
- ヘブライの主題による序曲 ハ短調 作品34（1919年） [クラリネット、弦楽四重奏、ピアノ］
- 五重奏曲 ト長調 作品39（1924年） ［オーボエ、クラリネット、ヴァイオリン、ヴィオラ、コントラバス］
- フルートソナタ ニ長調 作品94（1943年）
- チェロソナタ ハ長調 作品119（1949年）

ピアノ曲
- ピアノソナタ第1番 ヘ短調 作品1（1909年）
- ピアノソナタ第2番 ニ短調 作品14（1912年）
- ピアノソナタ第3番 イ短調 作品28『古い手帳から』（1917年）
- ピアノソナタ第4番 ハ短調 作品29『古い手帳から』（1917年）
- ピアノソナタ第5番 ハ長調 作品38（第1版：1923年）、作品135（第2版：1953年）
- ピアノソナタ第6番 イ長調 作品82（1940年）
- ピアノソナタ第7番 変ロ長調 作品83（1942年）
- ピアノソナタ第8番 変ロ長調 作品84（1944年）
- ピアノソナタ第9番 ハ長調 作品103（1947年）
- ピアノソナタ第10番 ホ短調 作品137（1953年、未完）
- トッカータ ニ短調 作品11（1912年）
- サルカズム（風刺） 作品17（全5曲）（1914年）
- 束の間の幻影 作品22（全20曲）（1917年）

合唱曲
- カンタータ『アレクサンドル・ネフスキー』 作品78（1939年）
- オラトリオ『平和の守り』 作品124（1950年）

歌曲
- 『みにくいあひるの子』 作品18（1914年）

## 著書
- 『プロコフィエフ自伝・評論』（園部四郎、西牟田久雄共訳、音楽之友社、1964年）
  - 『プロコフィエフ 自伝／随想集』（田代薫訳、音楽之友社、2010年）、新訳
- 『プロコフィエフ短編集』（サブリナ・エレオノーラ、豊田菜穂子訳、群像社ライブラリー、2010年）